# Hörnli (Arosa)
Das Hörnli (2496 m ü. M., auch: Hörnlistein) ist ein markanter, rund 50 m hoher Felszahn aus Variolit und Spilit in den Plessur-Alpen im Kanton Graubünden in der Schweiz. Es steht auf dem Gebiet der Gemeinde Arosa nördlich der Hörnlihütte an der Grenze zu Chur. 

## Beschreibung und Geologie
Das Hörnli gehört zu den zentralen Plessurbergen. Vom Westgipfel des Parpaner Rothorns läuft eine Bergkette nordwärts in Richtung Prader Joch. Von dieser Gratlinie zweigen nacheinander mehrere Seitenketten gegen Nordosten ab. Die mächtigste dieser Ketten beginnt beim Parpaner Weisshorn, setzt sich vom Tschirpen über Hörnli, Plattenhorn und das Aroser Weisshorn bis nach Langwies fort. Die Bergkette ist pultförmig und von Südosten weitaus leichter erreichbar als von Nordwesten. 
Das Hörnli liegt als Teil der stark verschuppten und verfalteten Aroser Decke in der Aroser Schuppenzone, einem geologisch äusserst komplexen Gebiet. Die Decke ist aus Ozeanbodengesteinen des Tethysmeers aufgebaut. Eines der Schlüsselgesteine des damals neu gebildeten Ozeanbodens lässt sich am Hörnli sehr gut erkennen; seine Felswände sind aus fladen- und kissenartig strukturierten, dunklen, feinkörnigen Gesteinen aufgebaut. Die einzelnen Kissen messen einige Dezimeter bis Meter. Identisches Gestein hat man in den zentralen Spreizungszonen von Atlantik und Pazifik in rund 2500 m Tiefe entdeckt und auch beobachtet, wie dieses als rund 1200 Grad heisses Basaltmagma ins kalte Meerwasser ausfliesst und infolge sofortiger Abschreckung solche Kissenstrukturen bildet. Das Hörnli besteht somit aus rund 150 Mio. Jahre altem Basaltmeeresboden der Tethys.

## Aufstiegsrouten

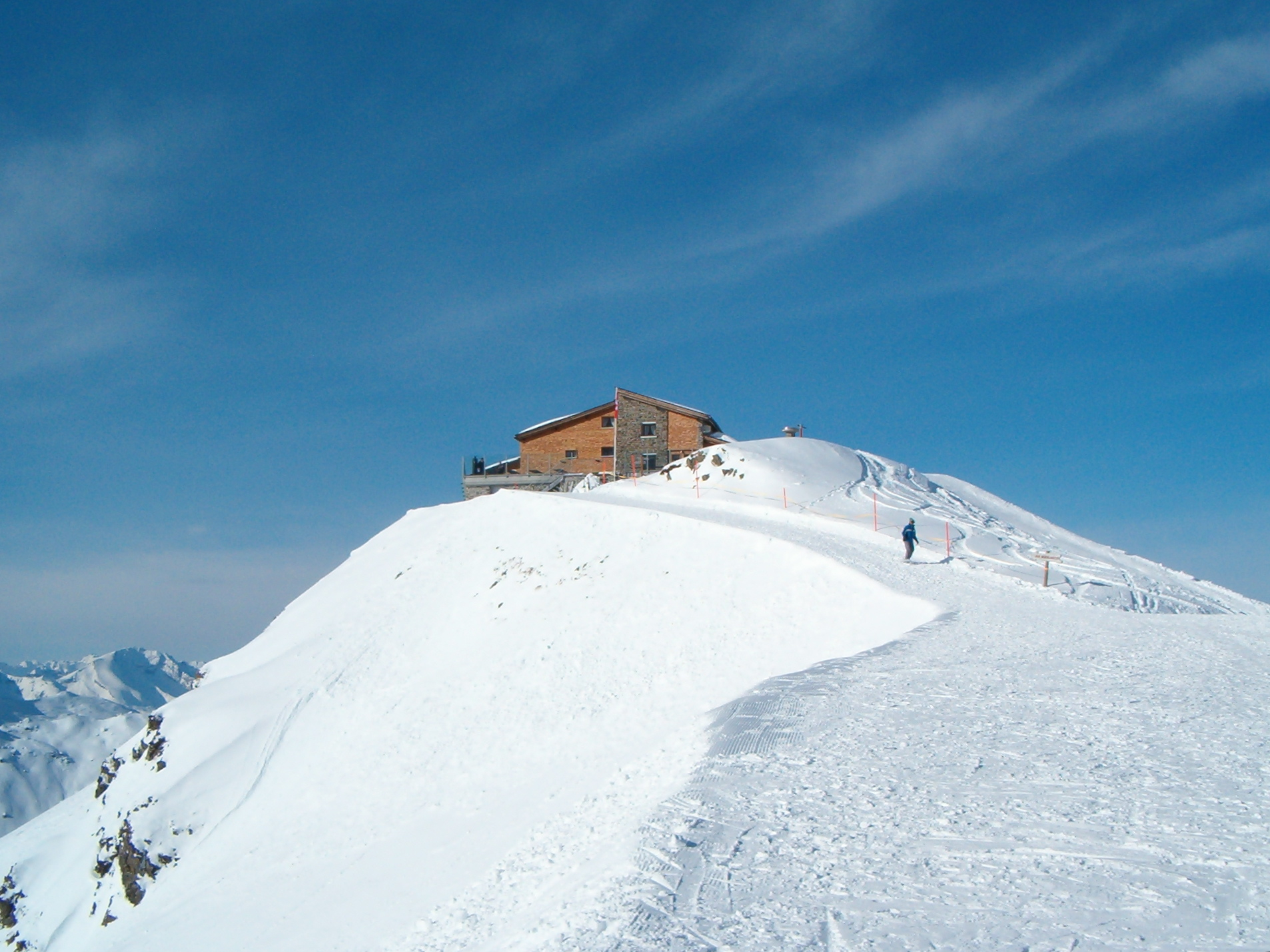
Hörnlihütte

Das Hörnli, an dessen West- und Ostabhang ausgedehnte erosive Schuttkegel liegen, lässt sich am besten vom Südfuss aus erklettern (T6). Der Einstieg ist etwas schwierig, danach erleichtern Grasstufen die Kletterei. Auch die Nordwand ist schon durchstiegen worden, während die Ost- und Westwände für einen Aufstieg nicht sehr geeignet sind. Ein von der Carmenna ausgehender, 2009 errichteter Klettersteig über Plattenhorn und Nordwand beziehungsweise Südwestgrat des Hörnli zur Hörnlihütte musste nach einem Unfall im Frühjahr 2011 geschlossen und zurückgebaut werden. 

## Erschliessung des Hörnligebiets für den Skisport

### Der Hörnli Ski- und Sessellift (1945–1963)

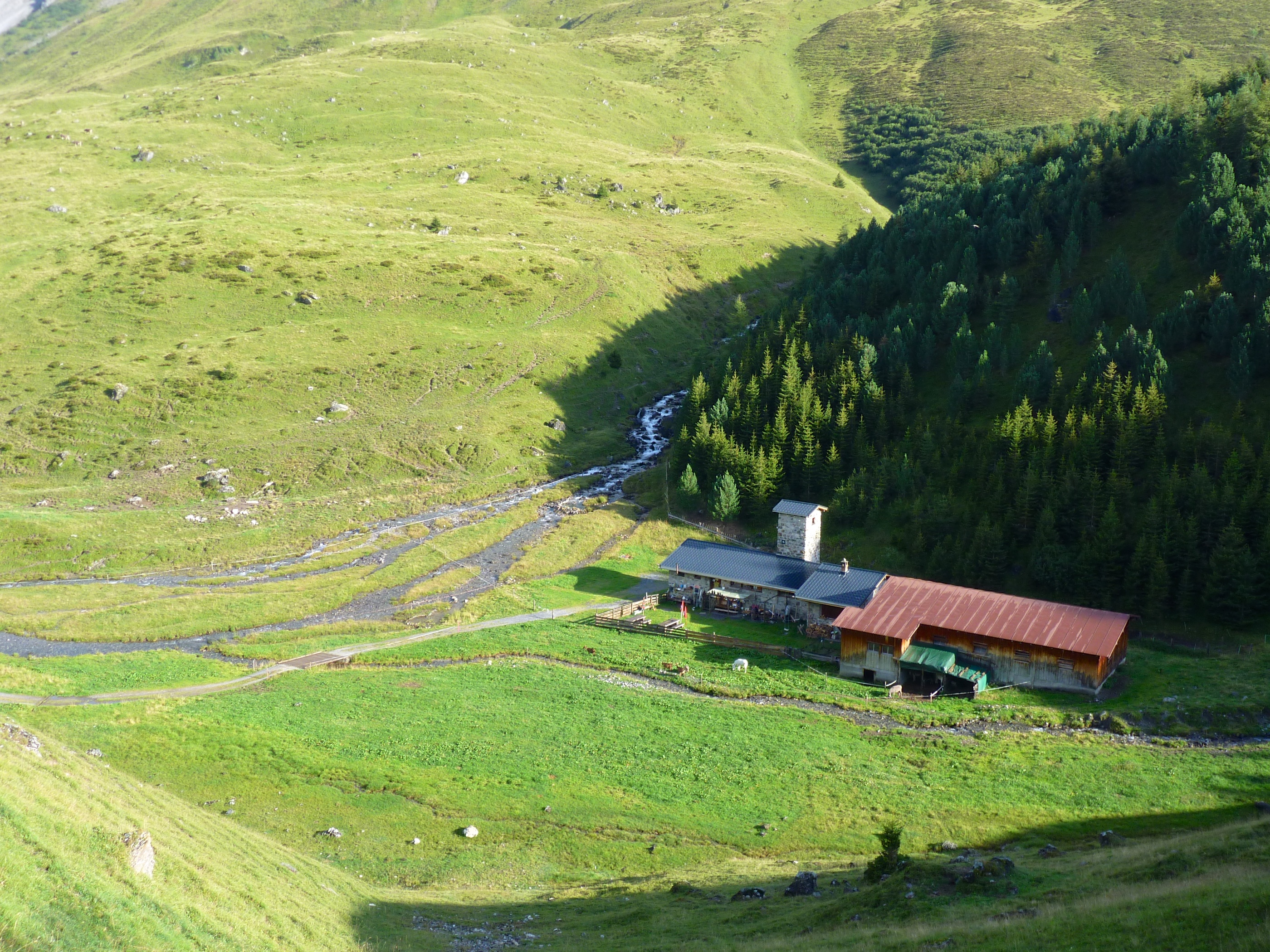
Die heute zeitweise bewohnte und bewirtete Talstation des ehemaligen Ski- und Sessellifts Hörnli im Gründji an der Plessur

1945 baute die AG Autobus- und Skiliftanlagen (heute: Arosa Bergbahnen) die erste Transportanlage im Hörnligebiet nach dem System Hefti/Oehler, den 2710 m langen und 682 m Höhe überwindenden Skilift vom Gründji auf den dafür teilweise abgetragenen Hörnligrat. Es war damals der längste Schlepplift der Schweiz. Er verfügte über einen Zwischeneinstieg beim Schönboda und eine komplizierte Winkelstation (Kurve) beim mittleren Wasserboda. Die Endstation befand sich am Ort der heutigen Urdenbahn. Aufgrund der kriegsbedingten Materialknappheit wurden die ca. 50 Liftstützen aus Holz statt aus Eisen gefertigt. Während der rund 23-minütigen Fahrzeit mussten die Gäste wie beim Weisshornlift einen Sicherheitsgriff festhalten.
Um die Anlage auch im Sommer nutzen zu können, erfolgte 1948 der Umbau in eine kombinierte Ski- und Sesselliftanlage. So konnten neben den Schleppvorrichtungen für Skifahrer auch rund 80 einsitzige kuppelbare Sessel auf die Strecke geschickt werden. Für den Winter erstellte man eigens einen Fahrplan. Dieser unterschied zwischen den Betriebsarten "Skilift" und "Sesselbahn", wobei der Betriebsmodus bis zu fünfmal täglich wechselte. Die entsprechenden Fahrgeschwindigkeiten und das Transportvermögen variierten jedoch stark: Der Skilift lief mit 3 m/s und beförderte 500 Personen pro Stunde, die Sesselbahn dagegen 2 m/s mit 100 Personen pro Stunde.

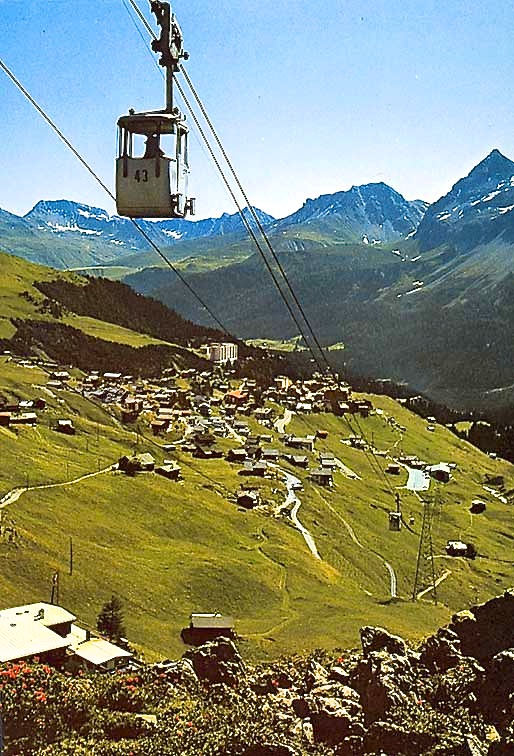
Die frühere Gondelbahn Hörnli (LAH) mit Blick auf Innerarosa, Medergen und die Aroser Dolomiten

Trotz dieser recht bescheidenen Kapazität war die Anlage bei den Gästen sehr beliebt, die nicht selten Warteschlangen von 250 m Länge und Wartezeiten von über einer Stunde in Kauf nahmen. Aufgrund ihrer eher unterlegenen Technik wurde die Anlage – die die einzige ihrer Art in der Schweiz blieb – relativ rasch störungsanfällig und musste bereits nach 15 Jahren Betriebszeit ersetzt werden. Die alte Skilifttrasse ist vor allem im mittleren Abschnitt auch heute noch gut auszumachen.

### Die Luftseilbahn Arosa – Hörnli (LAH, 1963–1987)
Als Ersatz für den zurückzubauenden Ski- und Sessellift vom Gründji nahm die AG Aroser Verkehrsbetriebe (AVB, heute: Arosa Bergbahnen) im Sommer 1963 den Bau einer neuen Zweiseil-Gondelbahn nach dem System Bell/Wallmannsberger in Angriff. Die Hörnlibahn genannte und an Heiligabend 1963 eröffnete Anlage verfügte über manuell zu verriegelnde Viererkabinen und führte auf einer Strecke von 3087 m von "am Wasser" auf den Hörnligrat. Da die neu entstandene Talstation noch nicht durch die Hörnlistrasse erschlossen war, konnte sie zunächst nur mit Skiern oder zu Fuss über den Katzenlochweg vom Hotel Kulm her erreicht werden.

### Der Skilift Wasserboden – Hörnli (1963–1994)
Gleichzeitig mit der LAH baute die AVB auch einen neuen Schlepplift vom unteren Wasserboda auf den Hörnligrat. Der 1236 m lange und 348 Höhenmeter überwindende Hörnlilift nahm am 29. Januar 1964 den Betrieb auf. Die Anlage wurde von Oehler/Aarau erstellt, nach dem Vorbild des 1960 errichteten und heute noch betriebenen Skiliftes Prätschli (seit 1998: Tomeli) im Aroser Tschuggengebiet. Im unteren Bereich wurde eine Piste mittels Brücke überquert, im Steilhang unterhalb der Bergstation verlief die Trasse jedoch direkt auf Pistenniveau. Der Antrieb war in der Bergstation, am Standort der heutigen Urdenbahn. Sowohl der Erstellerhinweis bei der Talstation wie auch die AVB selbst bezeichneten die Anlage nicht ganz korrekt als Skilift Schönboden-Hörnli.

### Der Hörnli Express (seit 1987)

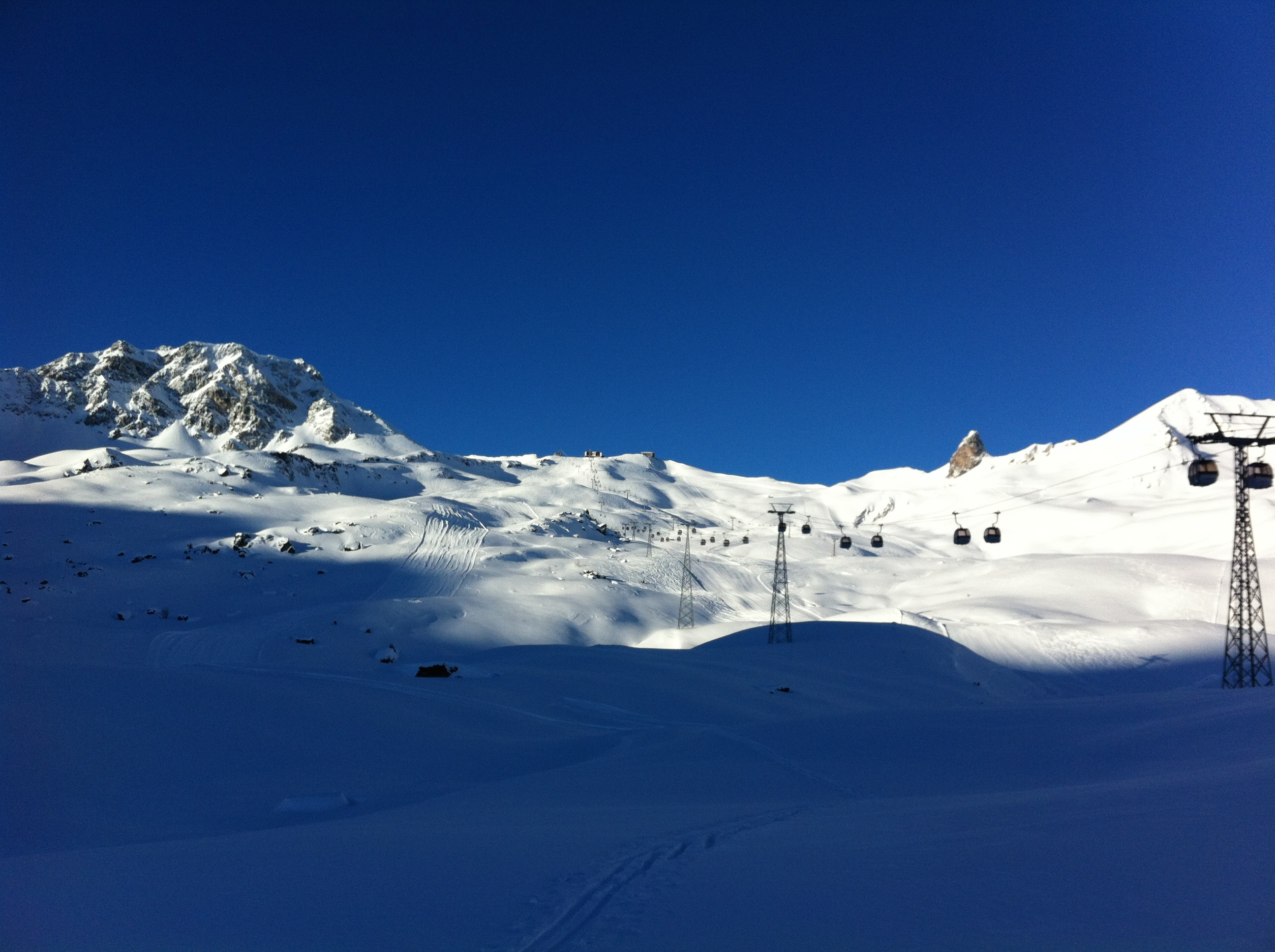
Hörnli Express mit Skigebiet Hörnli

Obwohl sich 1985 das Stimmvolk von Arosa gegen einen Neubau der LAH ausgesprochen hatte, bewirkte ein Gegenvorschlag des Gemeinderates ein Jahr später eine Meinungsänderung. Der Bau des zukünftigen Hörnli-Express begann. Ein Super Puma transportierte in 24 Flügen das gesamte für den Bau benötigte Material auf den Hörnligrat. An die bestehende Talstation der Hörnlibahn wurde ein Garagierungsgebäude hinzugebaut. Weiter wurde die Parkplatzkapazität unterhalb der Kabinenausfahrt erweitert. Die ehemalige Bergstation wurde zur bergseitigen Garagierung, an welche die neue Endstation linksseitig angefügt wurde. Der Hörnli-Express wurde am 3. Oktober 1987 eröffnet. Die von der Firma Walter Städeli/Oetwil am See (WSO) gebaute Einseil-Anlage verfügt über Sechserkabinen der CWA Constructions SA und kann bis zu 4,5 m/s leisten. Im Unterschied zur Vorgängerbahn läuft der Hörnli-Express im Gegenuhrzeigersinn.

### Die Sesselbahn Hörnli (seit 1994)
1994 wurde der Skilift Wasserboden – Hörnli durch eine kuppelbare Vierersesselbahn ersetzt. Die von der Firma Garaventa erstellte Anlage verfügt über haubenlose Sessel. Die theoretische Höchstgeschwindigkeit beträgt 4,8 m/s, die jedoch im Alltag nicht gefahren wird, da die bei dieser Geschwindigkeit hohe Zusteigekadenz mangels Einsteigeförderband viele Benutzer überfordert.

### Die Urdenbahn (seit 2013)

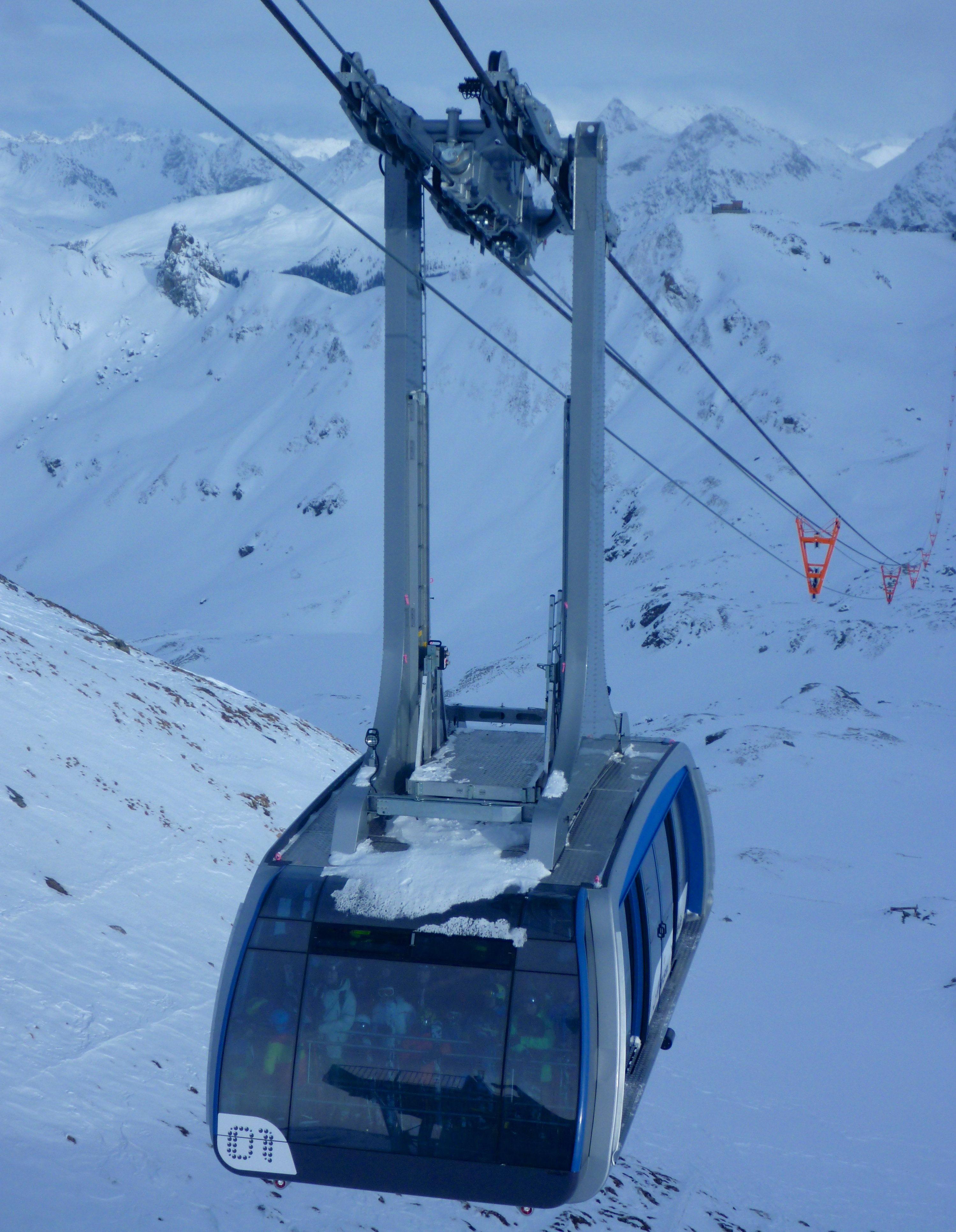
Eine der 150 Personen fassenden Gondeln der Urdenbahn

Die Verbindung der Skigebiete von Arosa und Lenzerheide führt vom Hörnligrat zum Urdenfürggli. Eine von den Arosa Bergbahnen finanzierte, 1700 Meter lange Seilbahn überbrückt das unberührte Urdental stützenlos. Die Eröffnung der sogenannten Urdenbahn erfolgte am 17. Januar 2014. Durch den Zusammenschluss zählt das Skigebiet mit 225 Pistenkilometern zu den zehn grössten der Schweiz. Versuchsweise wurde die Urdenbahn auch während der Sommersaison 2014 betrieben. Aufgrund eines zufriedenstellenden Ergebnisses trotz bescheidenen meteorologischen Verhältnissen führt man den Sommerbetrieb weiter. Im sagenumwobenen und geschützten Urdental wurden keine Skipisten oder weitergehenden Liftanlagen realisiert.

## Sportbewerbe am Hörnli

### Ski
Bereits ab den 1910er-Jahren fanden am Hörnli – wie auch am Weisshorn, Brüggerhorn und Schafrügg – regelmässig internationale, nationale und regionale Skirennen statt, zu Beginn insbesondere Abfahrtsläufe mit freier Streckenwahl. Später entstanden daraus die bekannten Dreigipfel- bzw. Dreipistenrennen. Im Gebiet des Oberberg zwischen Glasisch Hütta und Munggaegg besteht eine homologierte Rennpiste, auf der regelmässig FIS-Rennen durchgeführt werden. 

#### Neujahrsabfahrt
Das traditionsreichste Aroser Skirennen findet – mit Unterbruch – seit 1917 jeweils am Neujahrstag statt und führt von der Hörnlihütte nach Innerarosa. Es ist damit deutlich älter als beispielsweise das Parsenn-Derby oder das Inferno-Rennen. Lange Zeit wurde der Bewerb auf unpräparierter Unterlage durchgeführt: Die Teilnehmer, die tags zuvor häufig bereits am Silvesterspringen auf der Bärenbadschanze teilgenommen hatten, stiegen vor dem Rennen auf Fellen vom Zielbereich in der Kulmweise zum Hörnligrat hoch und legten dabei ihre individuelle Abfahrtsspur an. Der erste überlieferte Streckenrekord wurde 1931 von David Zogg mit 4:48:35 aufgestellt. Über die Jahrzehnte entwickelte sich das Hörnlirennen zu einem stark besetzten Abfahrtsklassiker, an dem neben einheimischer Prominenz wie etwa Roger Staub auch internationale Spitzenfahrer teilnahmen und dessen Strecke von tausenden von Zuschauern gesäumt wurde. Die vorerst letzte Neujahrsabfahrt fand am 1. Januar 1965 statt, da ab Dezember 1965 der neuerstellte Skilift Plattenhorn in Betrieb ging; dieser kreuzte beim Carmennaegg die Abfahrtspiste, weshalb die damalige AG Aroser Verkehrsbetriebe die Durchführung des Rennens zwischenzeitlich untersagte.
Erst 1992 fand man mit dem Bergbahnbetreiber eine Lösung, die es erlaubte, den Abfahrtsklassiker – nunmehr als Volksrennen auf rund 3 km frisch präparierter Strecke mit 625 m Höhenunterschied – neu aufzulegen: Das Neujahrsrennen sollte fortan am frühen Morgen durchgeführt werden, bevor die Liftanlagen im Skigebiet den öffentlichen Betrieb aufnehmen. Die Teilnehmerzahl ist daher begrenzt und bewegt sich üblicherweise zwischen 100 und 150 Fahrern (Spitzenwert: 156 Startende am 1. Januar 2023). Der Streckenrekord – auf leicht verkürzter Strecke mit Start bei der Gondelbahnstation und Ziel beim Bergkirchli – steht seit 2023 bei 2:06:35 (Christian Arnold, Herren) und 2:14:55 (Anuk Brändli, Damen). Zuvor standen die Bestzeiten während 25 Jahren bei 2:12:79 bei den Herren und bei 2:25:18 bei den Damen (Strecke Hörnlihütte – Hotel Erzhorn). Rekordsieger der Neuzeit (seit 1992) sind Heinz Fringer, der zudem mit 49 Jahren ältester Gewinner ist, und Martin Item (beide Arosa) mit je fünf Siegen bei den Herren, sowie Chiara Donauer (Küssnacht SZ) mit acht Siegen bei den Damen.

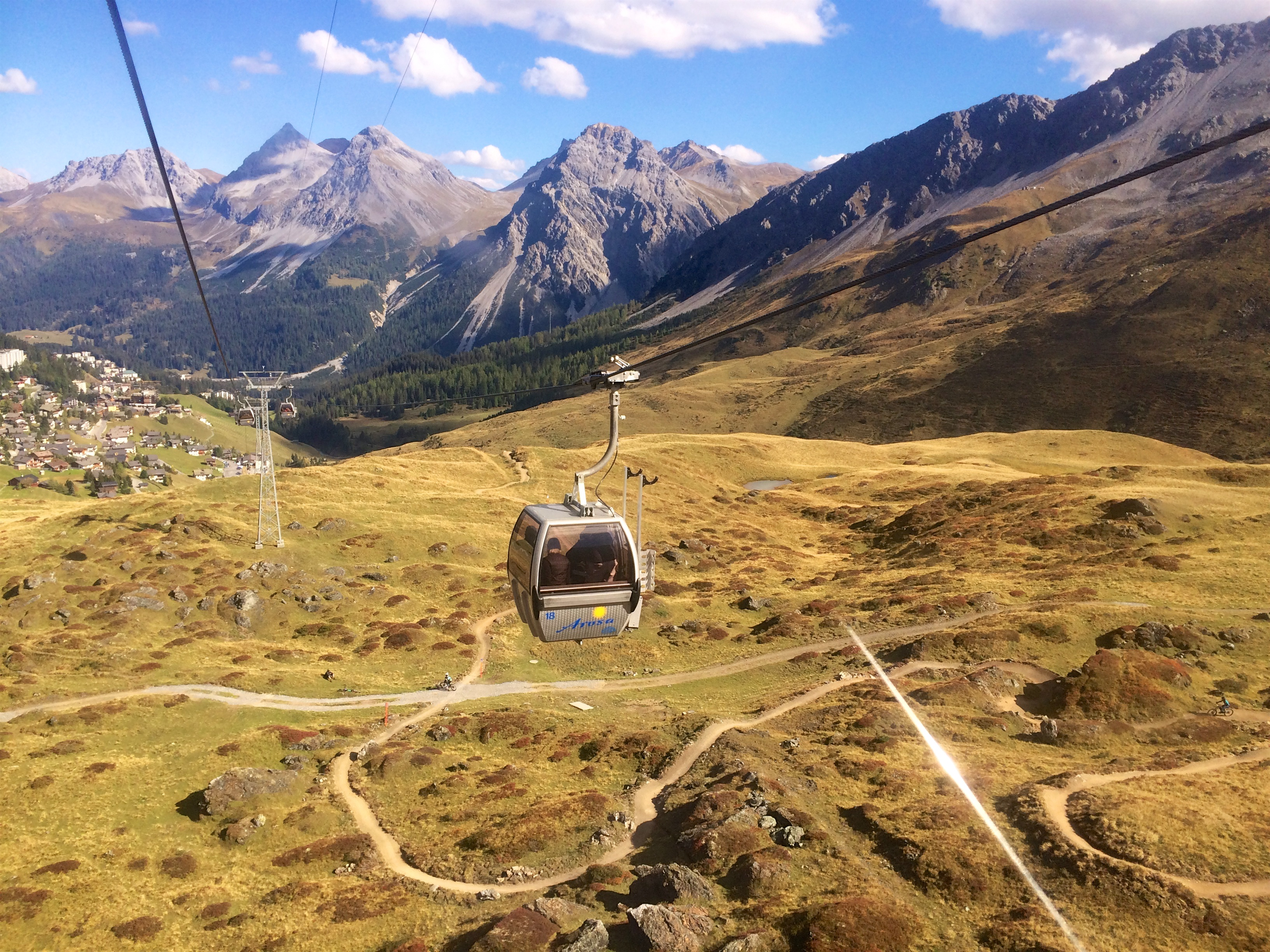
Der 2018 gebaute Flowtrail am Schönboden/Oberberg

### Mountainbike
Im Sommer führte bis 2015 vom Hörnligrat eine rund 3,8 km lange, gut ausgebaute Mountainbike Downhill-Strecke via Skibob-Piste, Hauensee sowie Schönboda zum Restaurant Alpenblick in Innerarosa. Von dort gelangte man in kurzer Zeit zur Talstation des Hörnli Express, mit dem der Transport von Fahrrädern möglich ist. Die Höhendifferenz betrug 562 m. Es wurden auf dieser Strecke auch Downhill-Rennen veranstaltet. 
Im Sommer 2016 wurde die Downhill-Strecke aufgrund von Renaturierungsmassnahmen zurückgebaut. Als Ersatz wurde im Sommer 2018 ein neuer 6,8 km langer Flowtrail erstellt, der vom Hörnligrat über den Oberberg zur Talstation Hörnli Express runterführt.

## Varia
Für den Winter 2013/14 wurde in Arosa eine Vielzahl von öffentlichen Objekten im Rahmen einer privaten Strick-Graffiti-Aktion eingestrickt, darunter auch eine Gondel des Hörnli Express.
Im Sommer 2015 wurde am Hörnli für rund 2,5 Mio. Franken eine neue Beschneiungsanlage realisiert. Aufgrund günstiger meteorologischer Bedingungen konnte die betreffende Piste Nr. 2 am 31. Oktober 2015 vorzeitig in Betrieb genommen werden. In der Folge wurde die homologierte Strecke Nachwuchsrennläufern zu Trainingszwecken zur Verfügung gestellt. Angesichts der vergleichsweise guten Bedingungen am Hörnli erkundigte sich die FIS, ob Arosa die abgesagten Ski-Weltcuprennen von Levi übernehmen könne, was sich jedoch aus organisatorischen Gründen kurzfristig nicht realisieren liess.

## Galerie

Hörnli, historisches Luftbild von Werner Friedli (1965)
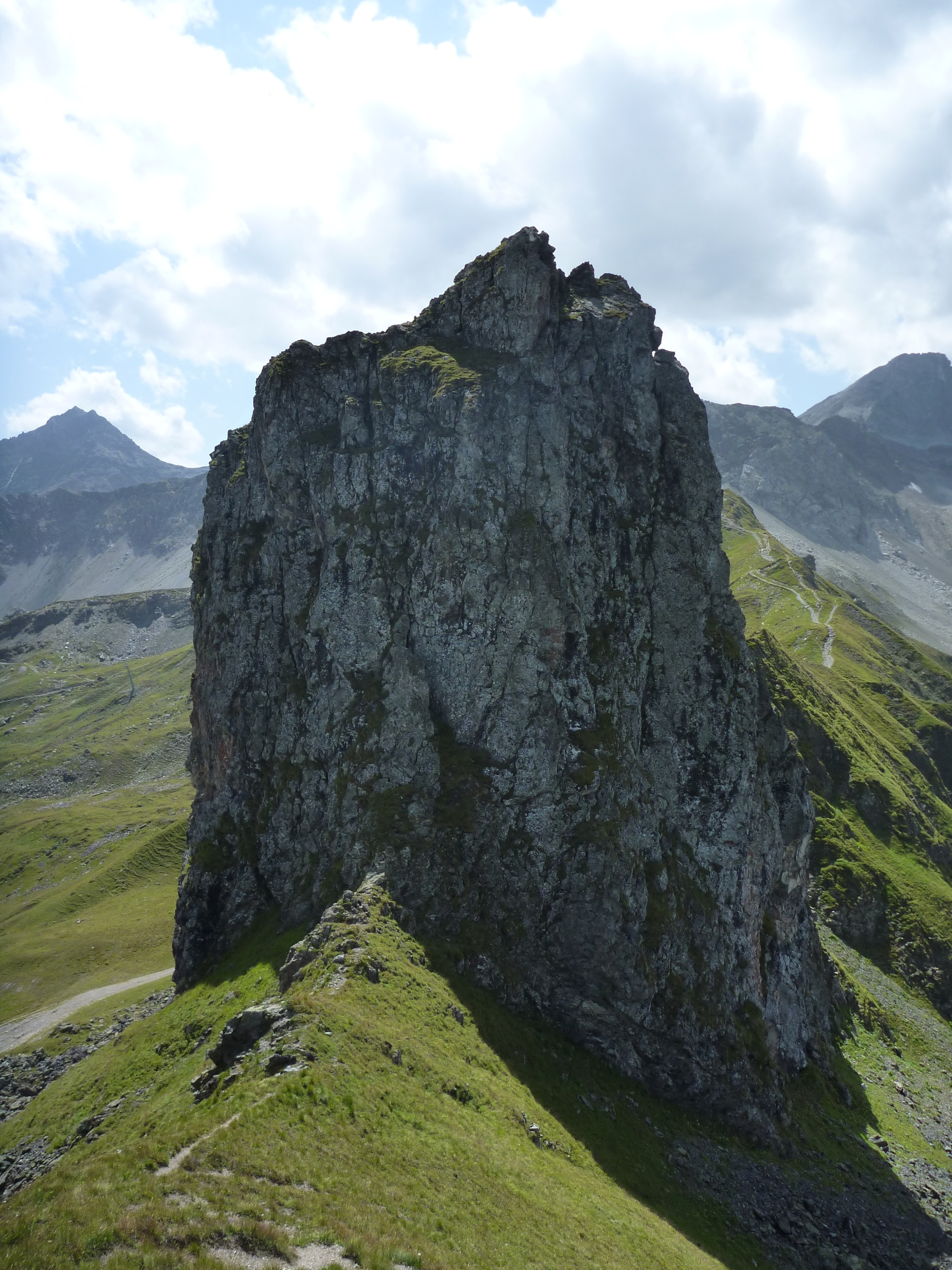
Nordostansicht mit Zugang zu früherem Klettersteig
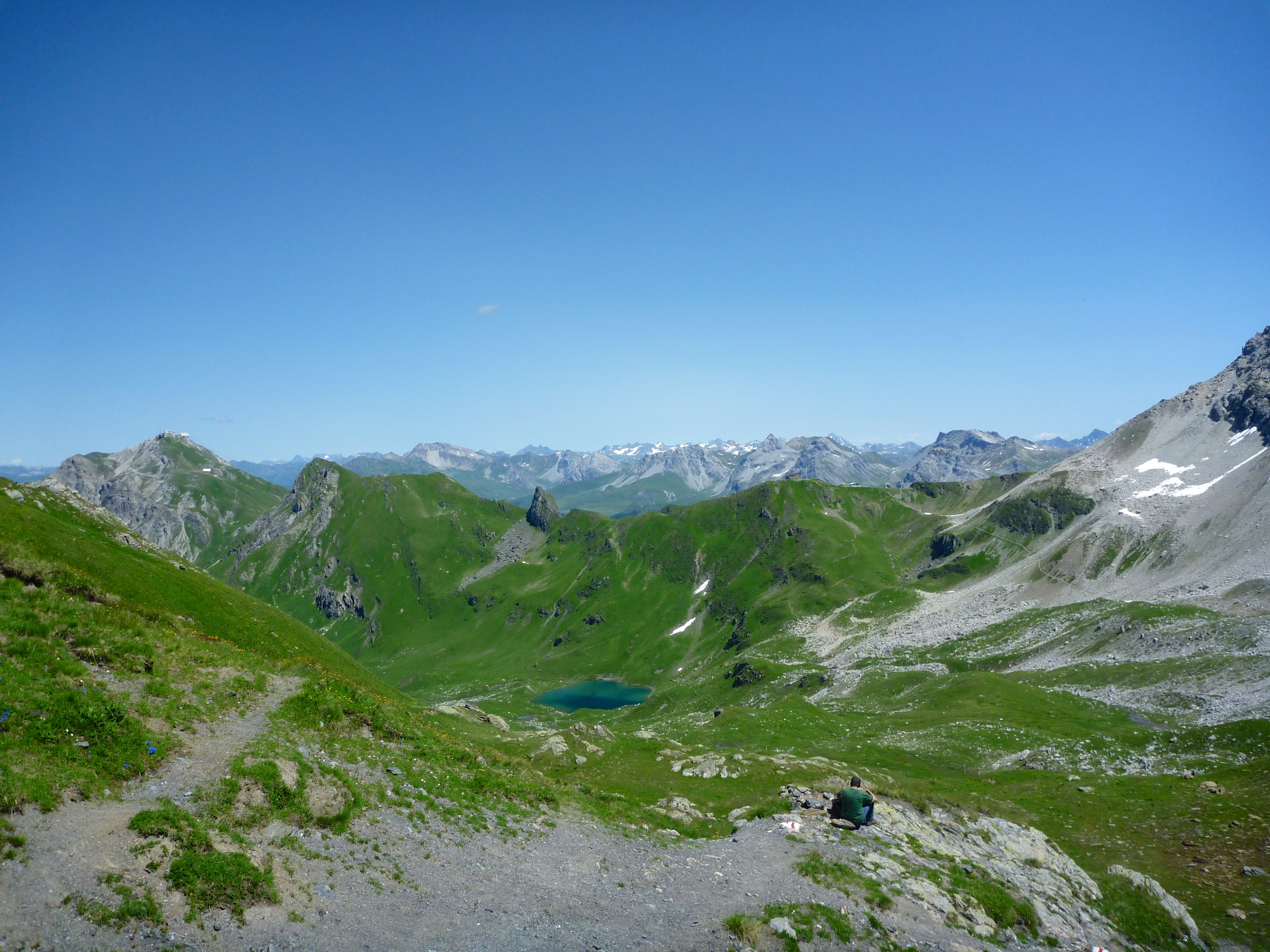
Hörnli und Hörnligrat, Ansicht vom Urdenfürggli
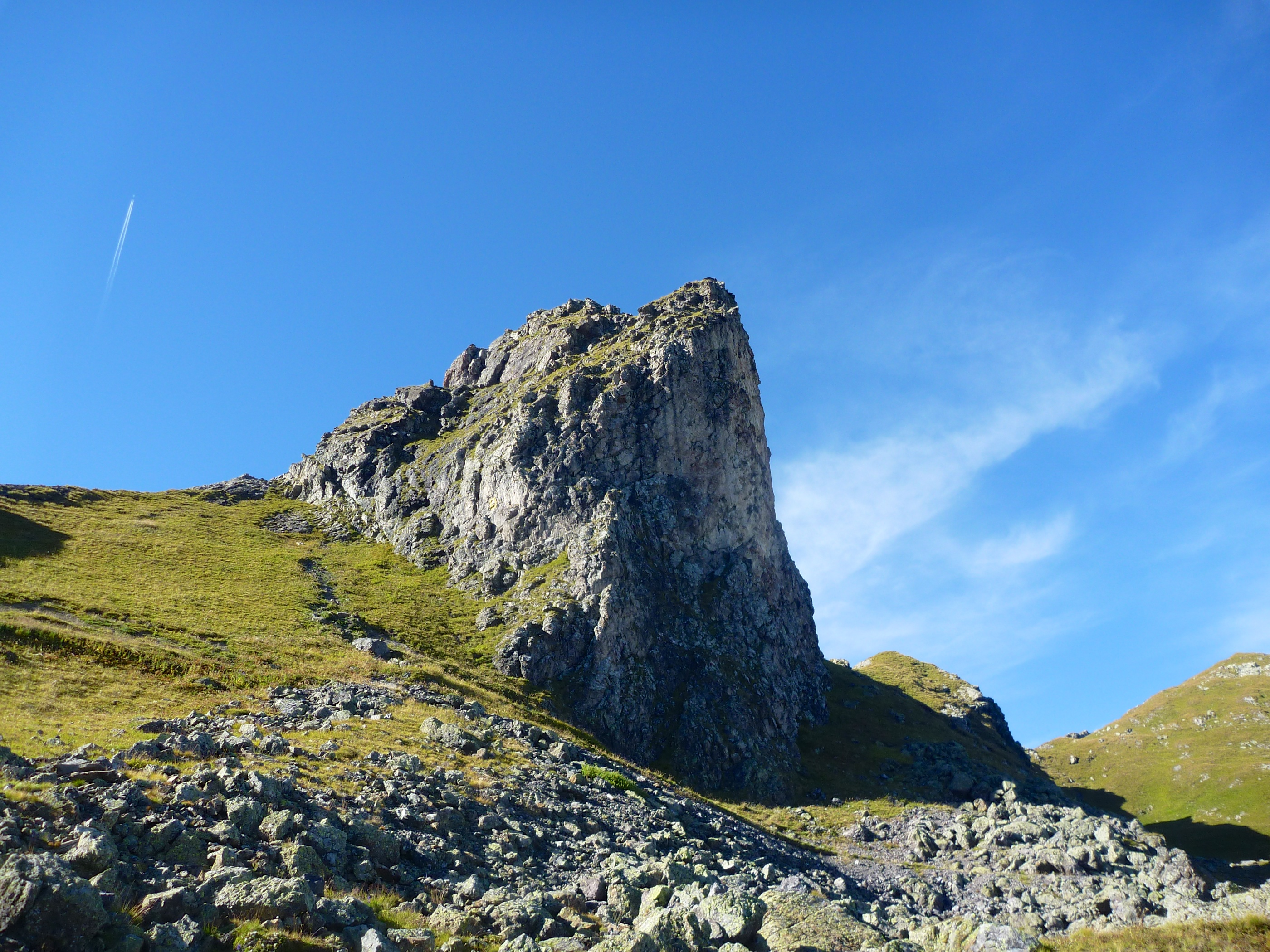
Hörnli Südostseite mit Einstieg zur Normalroute
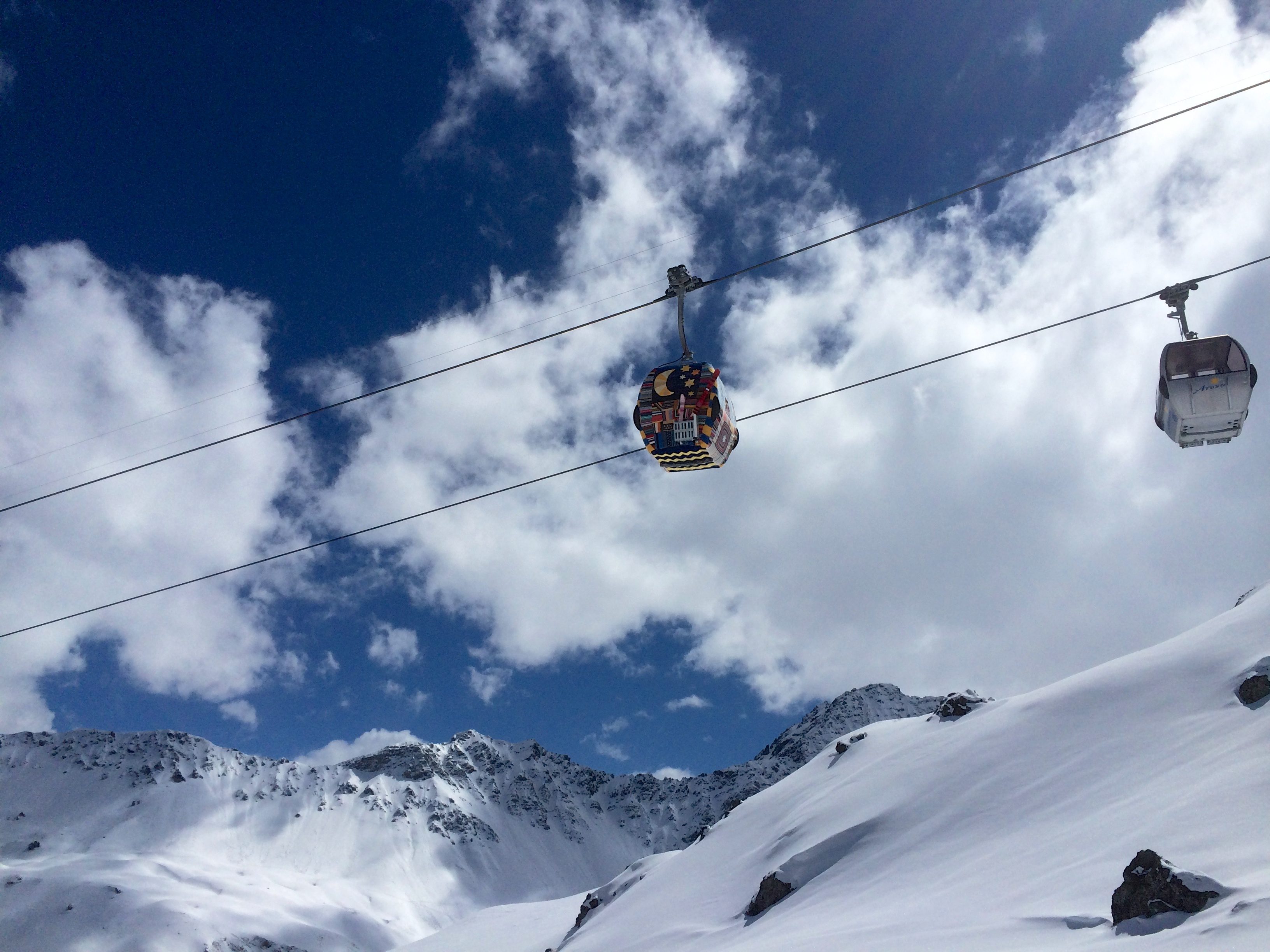
Eingestrickte Gondel des Hörnli Express im Winter 2013/14
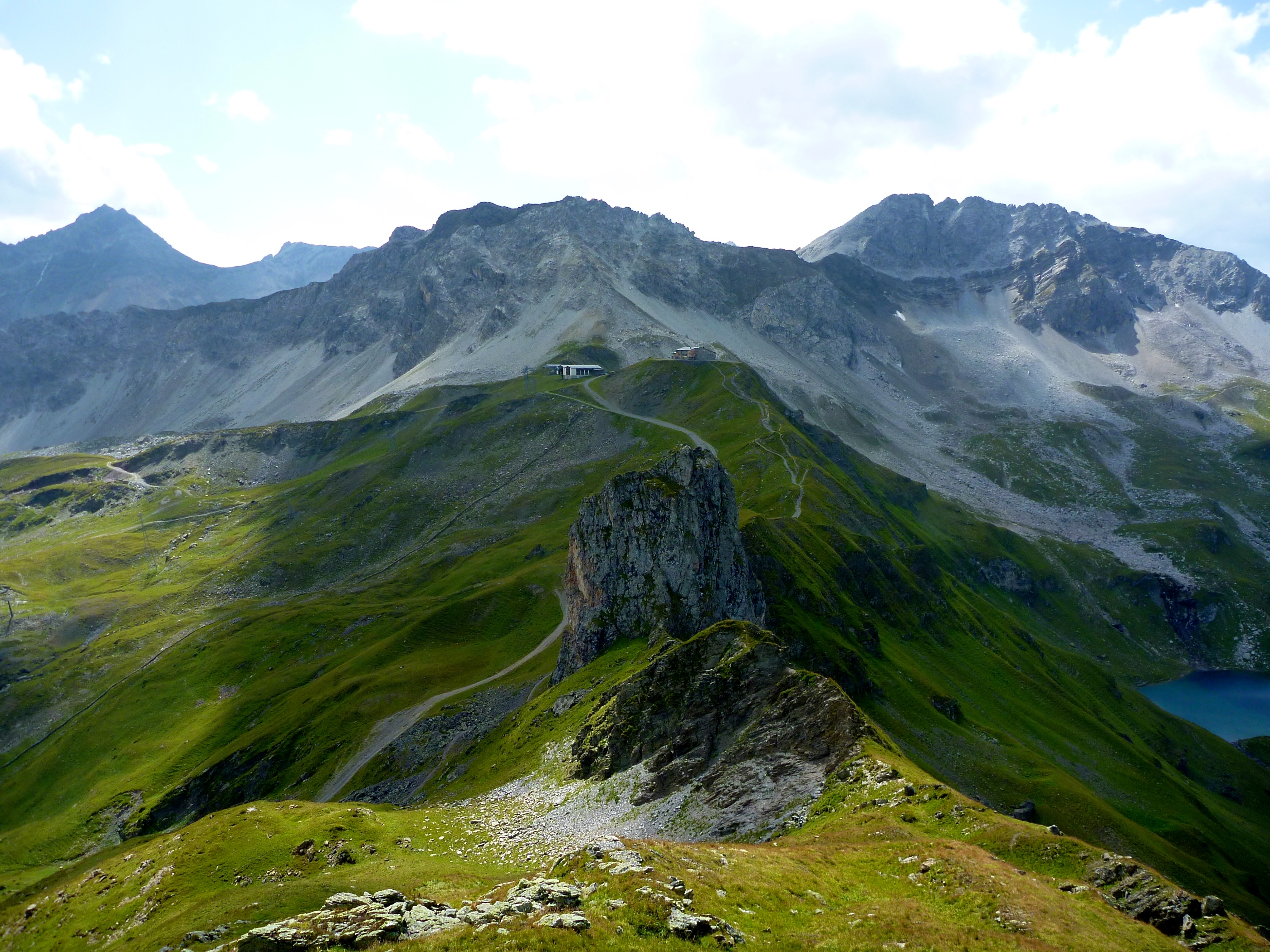
Blick vom Plattenhorn Richtung Hörnli und Hörnligrat
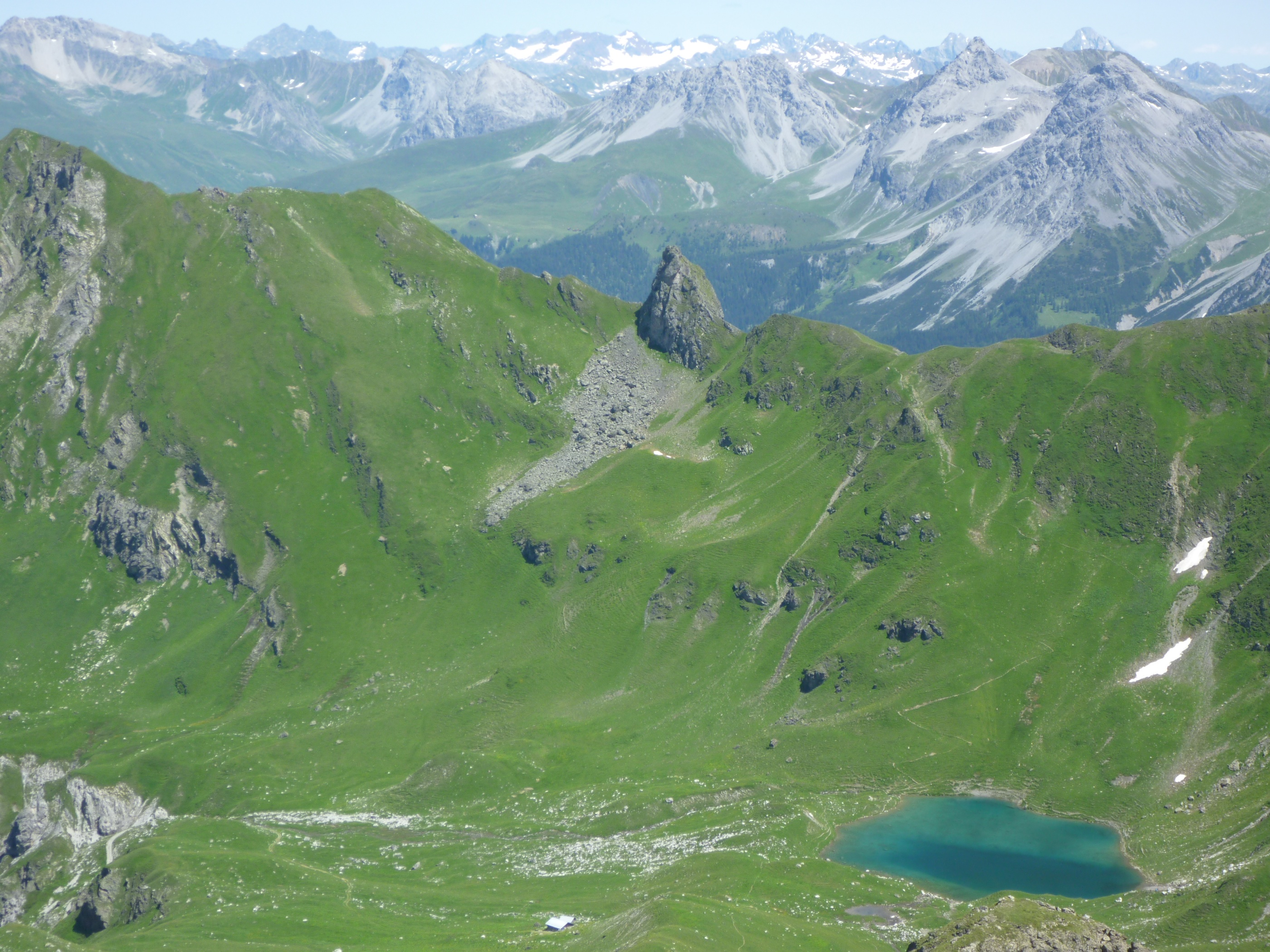
Hörnli Westseite mit Schuttkegel. Hinten die Aroser Dolomiten